# Wilhelm Müller (Jurist, 1804)
Wilhelm Müller (geboren 18. Dezember 1804 in Osthofen; gestorben 15. Juni 1876 in Darmstadt) war Sohn des Friedensrichters und wurde zunächst von Pfarrer Christoph Gensert unterrichtet. Er studierte Sprachen, Geschichte und Jura in Gießen und in Heidelberg. Müller wurde in Gießen zum Doktor beider Rechte promoviert. Am 17. Juni 1831 wurde Müller zum außerordentlichen, am 24. Februar 1835 zum ordentlichen Professor in Gießen ernannt. Am 10. September 1841 wurde er in Darmstadt zum Oberappellations- und Cassationsgerichtsrat befördert. Am 4. April 1868 wurde er Direktor des Oberappellationsgerichts in Darmstadt und am 19. Juni 1874 Geheimer Rat.